# DRT Nr. 7500 bis 7511
| DRT Nr. 7500 bis 7511 NYC-Klasse R-1 | DRT Nr. 7500 bis 7511 NYC-Klasse R-1 | DRT Nr. 7500 bis 7511 NYC-Klasse R-1 | DRT Nr. 7500 bis 7511 NYC-Klasse R-1 |
| ------------------------------------ | ------------------------------------ | ------------------------------------ | ------------------------------------ |
| DRT-Klasse R-1 Nr- 7505              |                                      |                                      |                                      |
|                                      | R-1                                  | R-1a                                 | R-1b                                 |
| Nummerierung:                        | DRT 7500–7505 NYC 160–165            | DRT 7506–7509 NYC 166–169            | DRT 7510–7511 NYC 170–171            |
| Anzahl:                              | 6                                    | 4                                    | 2                                    |
| Hersteller:                          | ALCo, GE                             | ALCo, GE                             | ALCo, GE                             |
| Baujahr(e):                          | 1909–1910                            | 1914                                 | 1926                                 |
| Ausmusterung:                        | 1953                                 | 1953                                 | 1953                                 |
| Achsformel:                          | Bo’Bo’                               | Bo’Bo’                               | Bo’Bo’                               |
| Spurweite:                           | 1435 mm                              | 1435 mm                              | 1435 mm                              |
| Länge über Kupplung:                 | 12.700 mm                            | 12.700 mm                            | 12.852 mm                            |
| Höhe:                                | 4699 mm                              | 4699 mm                              | 4699 mm                              |
| Drehzapfenabstand:                   | 5486 mm                              | 5486 mm                              | 6017 mm                              |
| Achsabstand der Fahrgestelle:        | 2896 mm                              | 2896 mm                              | 2896 mm                              |
| Gesamtradstand:                      | 8382 mm                              | 8382 mm                              | 8534 mm                              |
| Dienstmasse:                         | 90,7 t                               | 108,9 t                              | 108,9 t                              |
| Reibungsmasse:                       | 90,7 t                               | 108,9 t                              | 108,9 t                              |
| Radsatzfahrmasse:                    | 22,7 t                               | 27,2 t                               | 27,2 t                               |
| Höchstgeschwindigkeit:               | 64 km/h                              | 64 km/h                              | 64 km/h                              |
| Stundenleistung:                     | 910 kW bei 18,7 km/h                 | 932 kW bei 19,3 km/h                 | 932 kW bei 19,3 km/h                 |
| Dauerleistung:                       | 461 kW                               | 470 kW                               | 470 kW                               |
| Treibraddurchmesser:                 | 1219 mm                              | 1219 mm                              | 1219 mm                              |
| Stromsystem:                         | 650 V Gleichstrom                    | 650 V Gleichstrom                    | 650 V Gleichstrom                    |
| Stromübertragung:                    | Stromschiene                         | Stromschiene                         | Stromschiene                         |
| Anzahl der Fahrmotoren:              | 4 GE 209-A                           | 4 GE 209-B                           | 4 GE 209-B                           |
| Übersetzungsstufen:                  | 3                                    | 3                                    | 3                                    |
| Bremsen:                             | Druckluftbremse                      | Druckluftbremse                      | Druckluftbremse                      |

Die Fahrzeuge mit den Nummern 7500 bis 7511 der Detroit River Tunnel Company waren Elektrolokomotiven für den speziellen Einsatz auf der Tunnelstrecke durch den Michigan Central Railway Tunnel. Nach der Übernahme der Gesellschaft durch die New York Central Railroad erhielten die Lokomotiven die Klassenbezeichnung R-1.

## Geschichte
Beim Bau des Michigan Central Railway Tunnels war von Beginn an vorgesehen, den Zugbetrieb elektrisch durchzuführen. Man griff auf das schon beim Bau der Grand Central Terminal in New York genutzte System mit einer Stromschiene und 650 V Gleichstrom zurück. 1910 wurden von der American Locomotive Company und General Electric sechs Lokomotiven geliefert. ALCo. fertigte dabei das Fahrzeug, während GE die elektrische Ausrüstung herstellte. Die von General Electric als 0440-E-200-4GE209 bezeichneten Fahrzeuge sollten im kontinuierlichen Betrieb in Doppeltraktion Züge bis zu 1800 Tonnen mit einer Geschwindigkeit von mindestens 10 km/h durch den Tunnel befördern. An den Streckenenden war eine Betriebspause von 15 Minuten eingeplant.
1914 wurden weitere vier Lokomotiven geliefert. Diese verfügten über stärkere Motoren und waren etwas schwerer. 1926 wurden nochmals zwei Lokomotiven geordert. Diese entsprachen leistungsmäßig der vorherigen Lieferserie, sie waren jedoch etwas länger.
Zwischen 1916 und 1924 fuhren die Lokomotiven pro Jahr rund 41.800 Kilometer. Die durchschnittlichen Reparaturkosten lagen bei 9 Cent je Meile.
Mit der Einstellung des elektrischen Zugbetriebes 1953 wurden alle Lokomotiven verschrottet.

## Konstruktive Merkmale
Auf dem genieteten Rahmen saß der Aufbau, der an beiden Seiten über abgeflachte Hauben für die Aggregate verfügte. Im zentralen Aufbau waren zwei Führerstände sowie weitere elektrische Einrichtungen untergebracht.
Die Kupplungen waren direkt an den massiven Drehgestellen angebracht, um die Zugkräfte von den Antriebsmotoren möglichst direkt zu übertragen. Die Konstruktion erlaubte Zugkräfte bis 227 Tonnen. Die Blattfederpakete saßen oberhalb der Achslager. Auf der A-Seite der Lokomotive sind die beiden Federn einer Achse jeweils durch einen Ausgleichshebel verbunden. Auf der B-Seite sind die Federn an der äußeren Achse durch Ausgleichshebel verbunden, die inneren Federn stützen sich direkt am Drehgestellrahmen ab. Die beiden Drehgestelle waren zusätzlich noch durch ein Gelenk verbunden. Dieses war so konstruiert, dass es eine Nickbewegung des vorderen Drehgestelles verhindert.
Die Druckluftbremse war so konstruiert, dass diese für jedes Drehgestell separat abgeschaltet werden konnte.
Die Stromversorgung erfolgte mit einer Stromschiene und einem entsprechenden Gleitschuh. Im Bereich des Bahnhofes Detroit konnte die Stromschiene nicht durchgehend installiert werden. Aus diesem Grunde wurden eine Oberleitung an einem festen Gestell angebracht. Die Stromabnahme erfolgte mittels eines kleinen Pantografen.